# Тимерлек
Тимерлек  (Темерлинка) — река в России, протекает по Татарстану. Устье реки находится в 108 км по правому берегу реки Большой Черемшан. Длина реки составляет 35 км. Площадь водосборного бассейна — 267 км².

## Данные водного реестра
По данным государственного водного реестра России относится к Нижневолжскому бассейновому округу, водохозяйственный участок реки — Большой Черемшан от истока и до устья. Речной бассейн реки — Волга от верхнего Куйбышевского водохранилища до впадения в Каспий.
Код объекта в государственном водном реестре — 11010000412112100005022.